# Ompok supernus
Ompok supernus es una especie de peces de la familia Siluridae en el orden de los Siluriformes.

## Distribución geográfica
Se encuentra al sur de Borneo.